# Igor Lazko
Igor Lazko est un pianiste russe né à Leningrad en 1949.

## Biographie
Issu d'une famille de musiciens renommés depuis plusieurs générations, il entre à l'âge de six ans dans l'école spécialisée pour les jeunes musiciens du conservatoire Rimski-Korsakov, ses professeurs sont Pavel Serebriakov et Lekhovitskaya. Il est à 14 ans le plus jeune lauréat de l'histoire du concours Jean-Sébastien Bach de Leipzig en obtenant la médaille de bronze et enregistre peu après pour le label Melodiya, les Inventions à 2 et 3 voix (1965), disque qui marquera le début de sa carrière de concertiste.
Il se perfectionne au Conservatoire supérieur Tchaïkovsky de Moscou dans la classe de Yakov Zak, successeur du maître Heinrich Neuhaus et remporte le Premier Prix dans toutes les disciplines. De 1974 à 1977, il exerce une carrière de soliste et chambriste en Union soviétique et est soliste à la Philharmonie de Leningrad. On le retrouve en 1981 lorsqu'il remporte le concours de musique contemporaine de Saint-Germain-en-Laye. En 1985 au festival « Musique comme Bach » de Nanterre, il interprète l'intégrale des œuvres pour clavier de Jean-Sébastien Bach.
De 1978 à 1992, il est professeur à l'université de Belgrade. À cette époque il a enregistre les six partitas et les Variations Goldberg de Jean-Sébastien Bach ainsi que des œuvres de Tchaïkovsky (les saisons) et d’autres compositeurs. Intensément engagé dans la vie musicale du pays, le concert qu'il donne à la mémoire du pianiste canadien Glenn Gould est couronné « meilleure interprétation de la saison 1982-1983 » à Belgrade.
Igor Lazko a collaboré avec des chefs d'orchestre comme Iouri Temirkanov, Mariss Jansons, Chernushenko, Valery Guerguiev, avec les orchestres philharmoniques de Leningrad, Moscou, l'Orchestre de musique de chambre du Canada et de nombreuses formations européennes. Installé à Paris  depuis 1992, il enseigne à la Schola Cantorum, à l'École nationale de musique de Fresnes et au Conservatoire russe de Paris Alexandre Scriabine. Il fonde à Paris le Concours international de piano Nikolaï Rubinstein, le Concours international de piano Alexandre Scriabine et le Concours de violon, violoncelle et alto Alexandre Glazounov.
Igor Lazko s'est déjà produit lors ses innombrables tournées en France, Russie, Suisse, Allemagne, Yougoslavie, Italie, Grèce et aux États-Unis où il donne des Masterclass.

## Style
Igor Lazko est un artiste pur et un pianiste authentique. Il est aussi un immense chambriste. Il possède au plus haut point cet art du « dire » au clavier qui est la marque des plus grands interprètes. Il dispose d'une technique infaillible (peut-être due à la fréquentation régulière de l'œuvre de Bach). Le lyrisme raffiné de son jeu, sa projection symphonique du son alliés à la puissance spirituelle de son discours font de ses interprétations d'une grande authenticité, « une fête sonore d'une grande beauté où la musique redevient ce qu'elle était à l'origine, limpide, simple et pure » (Arts et Musique en Montagne)[réf. nécessaire].

## Discographie
- Plusieurs enregistrements sont consacrés à Bach dont il s'est fait la spécialité : les Variations Goldberg, Partitas, Inventions et Petits préludes, concerto en ré mineur avec l'orchestre de chambre des jeunes de Saint-Pétersbourg.
- Les Saisons op. 37a pour piano de Tchaikovsky.
- Musique pour violon et piano de Tartini, Antonín Dvořák et Schvara avec Crtomir Siskovic.
- Sonate pour violon et piano de César Franck ; Sonate pour violon et piano en mi bémol majeur de Richard Strauss (éd. Suoni e Colori -1992) ; Alexandre Brussilovsky, violon.
- Le Coq d'or : Les Miniatures russes pour violon d'Ivan Khandoshkin et Igor Lazko avec Alexandre Brussilovsky (violon) et Nathanaelle Marie (violon). Il participe à la première intégrale en CD de la musique de chambre de Glinka (le trio pathétique avec Amaury Wallez et Michel Lethiec et la sonate pour alto et piano avec l'altiste hongrois Zoltan Toth).
- Il enregistre un double CD [source insuffisante] avec son père  Alexeï Lazko au violoncelle, ancien professeur du Conservatoire Rimski-Korsakov de Saint-Pétersbourg, co-lauréat au concours international de Prague en 1950 avec Mstislav Rostropovitch (éd. Union des Compositeurs).